# At de Mons
N'At de Mons (fl. XIII secolo) è stato un trovatore della seconda metà del XIII secolo, molto probabilmente appartenente al casato "de Montibus", originario di Mons, nei pressi di Tolosa.

## Biografia
Non abbiamo notizie storiche su di lui, ma dai suoi testi si evince che mecenati sono stati il re Alfonso X di Castiglia, destinatario di una lunga epistola sul conflitto tra destino astrale e libero arbitrio, e un mai nominato re d'Aragona, forse Giacomo I, o Pietro III, al quale è dedicato sia il sirventese "La valors es grans e l'onors" sia due epistole in versi su questioni filosofiche e politiche. N'At de Mons è inoltre autore di "Sitot non es enquistz", un lungo ensenhamen rivolto a un giullare, su come farsi meglio apprezzare a corte. Tutti i testi di questo trovatore sono tramandati dal Canzoniere R (ms. Parigi, BnF, fr. 22543), nella sezione di testi didattici. 